# Mausoleo de Abdullah Shah Ghazi
El Mausoleo de Abdullah Shah Ghazi se encuentra alzado sobre una colina con vistas a la playa Clifton, en Karachi, Pakistán. La Mazar (tumba) se basa en una muy alta plataforma con la tumba en si estando en planta baja. La tumba tiene una cámara alta y cuadrada y una cúpula de rayas verdes y blancas, decorado con banderas, atrae un flujo constante de devotos que se mezclan hacia adelante para acariciar la barandilla de plata en el lugar de la sepultura, con guirnaldas de flores. 
Syed Abdullah Shah Ghazi era un sufí del siglo IX, que se decía descendiente directo del Profeta de los musulmanes y que según sus seguidores era algo así como el santo patrón de Karachi. Las personas, en su mayoría musulmanes, vienen aquí a rendirle homenaje de todo el país. 
El 7 de octubre de 2010, dos explosiones de bombas suicidas en el santuario mataron a 10 personas e hirieron a otras 50. Se sospecha que eran simpatizantes extremistas Salafi / wahabíes, dada su oposición al sufismo y la oposición a la veneración de los mausoleos.